# Dammtjärnen (Frostvikens socken, Jämtland)
Dammtjärnen är en sjö i Strömsunds kommun i Jämtland och ingår i Ångermanälvens huvudavrinningsområde.